# Diplopterygium irregulare
Diplopterygium irregulare är en ormbunkeart som beskrevs av W. M. Chu och Z. R. He. Diplopterygium irregulare ingår i släktet Diplopterygium och familjen Gleicheniaceae. Inga underarter finns listade.